# Radikal 92
Radikal 92 mit der Bedeutung „Zahn“ ist eines von 34 der 214 traditionellen Radikale der chinesischen Schrift, die mit vier Strichen geschrieben werden.  Mit lediglich 2 Zeichenverbindungen in Mathews’ Chinese-English Dictionary gibt es nur sehr wenige Schriftzeichen, die unter diesem Radikal im Lexikon zu finden sind.
Das Radikal „Zahn“ nimmt nur in der Langzeichen-Liste traditioneller Radikale, die aus 214 Radikalen besteht, die 92. Position ein. In modernen Kurzzeichen-Wörterbüchern kann es sich an ganz anderer Stelle finden. Im Neuen chinesisch-deutschen Wörterbuch aus der Volksrepublik China steht es zum Beispiel an 99. Stelle.
Die Siegelschrift-Form lässt zwei zusammengebissene Zähne erkennen. 
Meist tritt 牙 als Lautträger in zusammengesetzten Zeichen auf wie in 鸦 (ya = Rabenvogel), 芽 (ya = Spross), 伢 (ya = Bube), 蚜 (ya = Blattlaus), 讶 (ya = erstaunt sein), 呀 (ya = Ausruf des Erstaunens wie Oh!). Ob es in 邪 (= ketzerisch) die zusammengebissenen Zähne der Fanatiker anzeigt, ist unklar.
Die in älteren Nachschlagwerken unter 牙 einsortierten Schriftzeichen sind heute meist sehr ungebräuchlich. Im Cihai finden sich neben 牙 selbst nur noch drei, nämlich: 邪 (ya = Irrlehre), 鸦 (ya = Rabenvogel) und 雅 (ya = ordentlich). Andere Wörterbücher sortieren diese Zeichen unter ihren sonstigen Komponenten 阝 (= rechtes Ohr), 鸟 (niao = Vogel) und 隹 (zhui = kurzschwänziger Vogel) und führen 牙 nicht mehr als Radikal.

## Schriftzeichenverbindungen, die vom Radikal 92 regiert werden
| Striche | Zeichen |
| ------- | ------- |
| +0      | 牙      |
| +08     | 牚      |

 Im Unicodeblock Kangxi-Radikale ist das Radikal 92 unter der Codepointnummer 12.123 (U+2F5B) codiert.